# Kamienica przy ulicy św. Mikołaja 13 we Wrocławiu
Kamienica przy ulicy św. Mikołaja 13 – zabytkowa kamienica narożna znajdująca się przy ul. św. Mikołaja 13 i ul. Rzeźniczej we Wrocławiu.  
Czterokondygnacyjna, czteroosiowa od strony ul. św. Mikołaja i siedmioosiowa od strony ul. Rzeźniczej kamienica została wzniesiona około 1860 roku. 